# بخش ویلیشایر (ون ورت، اوهایو)
بخش ویلیشایر (به انگلیسی: Willshire Township) یک منطقهٔ مسکونی در ایالات متحده آمریکا است که در شهرستان وان ورت، اوهایو واقع شده‌است.
 بخش ویلیشایر ۹۲٫۶ کیلومتر مربع مساحت و ۱٬۷۱۹ نفر جمعیت دارد و ۲۵۳ متر بالاتر از سطح دریا واقع شده‌است.